# Shanghai International Port Group
Shanghai International Port (Group) Co., Ltd. (SIPG) (em português: Grupo do Porto Internacional de Xangai) é uma empresa de administração pública da República Popular da China, é a operadora exclusiva e responsável pelo gerenciamento e funcionamento de todos os terminais públicos do Porto Internacional de Xangai, o segundo maior porto da Ásia e um dos maiores do mundo. É um componente da SSE 180, um índice da Bolsa de Valores de Xangai. 
A SIPG é uma empresa pública da China, na qual o Governo de Xangai é detentor de 44,23% das ações. 
Em outubro de 2014 a empresa comprou 100% das ações do clube de futebol chinês, Shanghai Dongya Football Club, transformando-o em uma das potências do futebol local. O clube passou a chamar-se Shanghai SIPG Football. A operadora pagou ¥ 500 milhões de yuans (quase € 67 milhões de euros) pelo time. 
Em 2015, venceu a licitação para operar o novo terminal, o Bay Terminal, do Porto de Haifa, em Israel. O contrato é válido por 25 anos, começando em 2021. 

## Ligações Externas
- SIPG, Shanghai International Port (Group) Co., Ltd